# Joukkasjärvi
Joukkasjärvi eller Njuktshajävri är en sjö i Finland. Den ligger i kommunen Enare i landskapet Lappland, i den norra delen av landet, 1 000 km norr om huvudstaden Helsingfors. Joukkasjärvi ligger 236 meter över havet. Den ligger vid sjön Nikulasjävri. Omgivningarna runt Joukkasjärvi är i huvudsak ett öppet busklandskap. Arean är 60,9 hektar och strandlinjen är 4,31 kilometer lång. Sjön  ingår i Neidenälvens huvudavrinningsområde. 